# Фишер-Лихте, Эрика
Эрика Фишер-Лихте (нем. Erika Fischer-Lichte; 25 июня 1943, Гамбург) – немецкая исследовательница театра.

## Биография
Окончила в 1971 году одновременно Свободный Университет в Берлине и Университет в Гамбурге. В студенческие годы занималась театроведением, славистикой, педагогикой, психологией и философией. В 1973 стала преподавателем в Франкфуртском университете имени Иоганна Вольфганга Гёте. С 1986 по 1991 гг. преподавала сравнительное литературоведение в Байройтском университете, а в 1991 году возглавила Институт театроведения при университете имени Иоганна Гутенберга в Майнце. С 1996 года преподает в Институте театроведения при Берлинском Свободном Университете. Основала Международную исследовательскую коллегию «Переплетение театральных культур», посвященную практикам «мультикультурного театра».

## Основные идеи
Главным трудом Фишер-Лихте считается книга «Эстетика перформативности» (2004), в которой немецкая исследовательница дает историко-теоритическое обоснование термина «перформативность». Данная необходимость связана с появлением новых художественных практик (1960-70-е годы), которые потребовали создания подходящего языка и, соответственно, новой эстетики.
Фишер-Лихте указывает, что в это время происходит стирание границ между различными видами искусства, которое можно назвать «перформативным поворотом». Музыка, литература, театр и изобразительное искусство характерным образом принимают форму спектакля. Вместо художественных произведений все чаще создаются события, в которых принимают участие не только художники, но еще и зрители. Событие начинается, развивается и заканчивается благодаря действиям, которые совершаются этими субъектами. При этом спектакль, являясь событием, открывает для всех его участников возможность преображения. Так, перфоманс Марины Абрамович «Уста Святого Фомы» заставил зрителей физически ощутить то, что чувствовала художница во время совершения действий. Боль, которую они увидели, подтолкнула их к тому, чтобы вступить во взаимодействие с Абрамович, тем самым приняв на себя роль актеров и положив конец перфомансу.  Фишер-Лихте отмечает, что изменения в этой структуре отношений ставят под вопрос традиционное разграничение между «эстетикой создания художественного произведения, эстетикой самого произведения и эстетикой его восприятия». Новая форма художественных практик, событие, предполагает, что создание и восприятие произведения происходит синхронно и в одном и том же месте. Поэтому, чтобы подробно исследовать данный сдвиг в искусстве, исследовательница предлагает разработать новую эстетику – эстетику перформативности.
В своих размышлениях Фишер-Лихте ссылается на двух теоретиков перформативности – Джона Остина и Джудит Батлер. Первый рассматривает данное понятие в рамках философии языка, относительно речевых актов. Он указывает на существование перформативных высказываний, которые служат не для констатации фактов – они позволяют совершать действие. Джудит Батлер рассматривает перформативность в сфере культуры и применяет данное понятие к гендерной идентичности, которая, по ее мнению, формируется посредством повторения действий, определяемых обществом. Фишер-Лихте, обращаясь к данным теориям, пытается понять, насколько они могут быть применимы к той ситуации, которая сложилась в сфере искусства в 1960-х годах. Она приходит к выводу, что они лишь отчасти могут объяснить перформативный сдвиг в эстетике. Более целесообразным, по ее мнению, становится обращение к концепции понятия спектакля, которое открывает новый раздел искусствоведения – театроведение.

## Критика«Эстетики перформативности» Э. Фишер-Лихте
Несмотря на то что новаторские идеи Фишер-Лихте были с интересом восприняты искусствоведами, некоторые положения её «Эстетики перформативности» подверглись выборочной критике. Так, в рецензии на книгу «Эстетика перформативности» театральный критик Пол Рэй (Paul Rae) указывает на «излишнюю провокативность» в рассуждениях Фишер-Лихте. Он утверждает, что попытка исследовательницы предложить альтернативу традиционным семиотическому и интерпретационному подходам к анализу театрального события не в полной мере удаётся Фишер-Лихте, в результате чего методология её исследования «остаётся в целом семиотической», а «утверждения опережают (убедительные) объяснения» .
С другой стороны, исследователь А.А. Деникин упрекает Фишер-Лихте в недостаточной радикальности при осмыслении специфики партиципаторного перформанса, примеры которого она часто приводит в своей книге «Эстетика перформативности». Вместо концепций «сильного присутствия», «живости», «подлинности» и идеи «обмена энергиями» для анализа партиципаторных практик Деникин предлагает метод «хораграфической коммуникации», понимаемой как «индивидуальная и коллективная генерация-испытание возможного, переформирование телесности участников, совместная трансформация смыслообразования» .

## Издания на русском языке
Фишер-Лихте Э. Знаковый язык театра (1990); Фишер-Лихте Э. Перформативность и событие (2002) // Театроведение Германии / Сост. Э. Фишер-Лихте, А. Чепуров. - Санкт-Петербург: Балтийские сезоны, 2004.
Фишер-Лихте Э. Постмодернизм: продолжение или конец модернизма?; Фишер-Лихте Э. Франк Касторф: игры с театром. Как новое приходит в мир // Германия. XX век. Модернизм. Авангард. Постмодернизм / Сост. и ред. В.Ф. Колязин. - Москва: Российская политическая энциклопедия, 2008.
Фишер-Лихте Э. Эстетика перформативности / Пер. с нем. Н. Кандинской, под общ. ред. Д.В. Трубочкина. — Москва: Международное театральное агентство «Play&Play» —Издательство «Канон+». — 2015. — 376